# Paroaria baeri
Paroaria baeri là một loài chim trong họ Thraupidae.